# Белевич Юхим Юхимович
Юхим Юхимович Белевич (нар. 27 лютого 1889, Мінськ — 13 грудня 1942, Магадан)  — діяч білоруського національного руху.

## Біографія

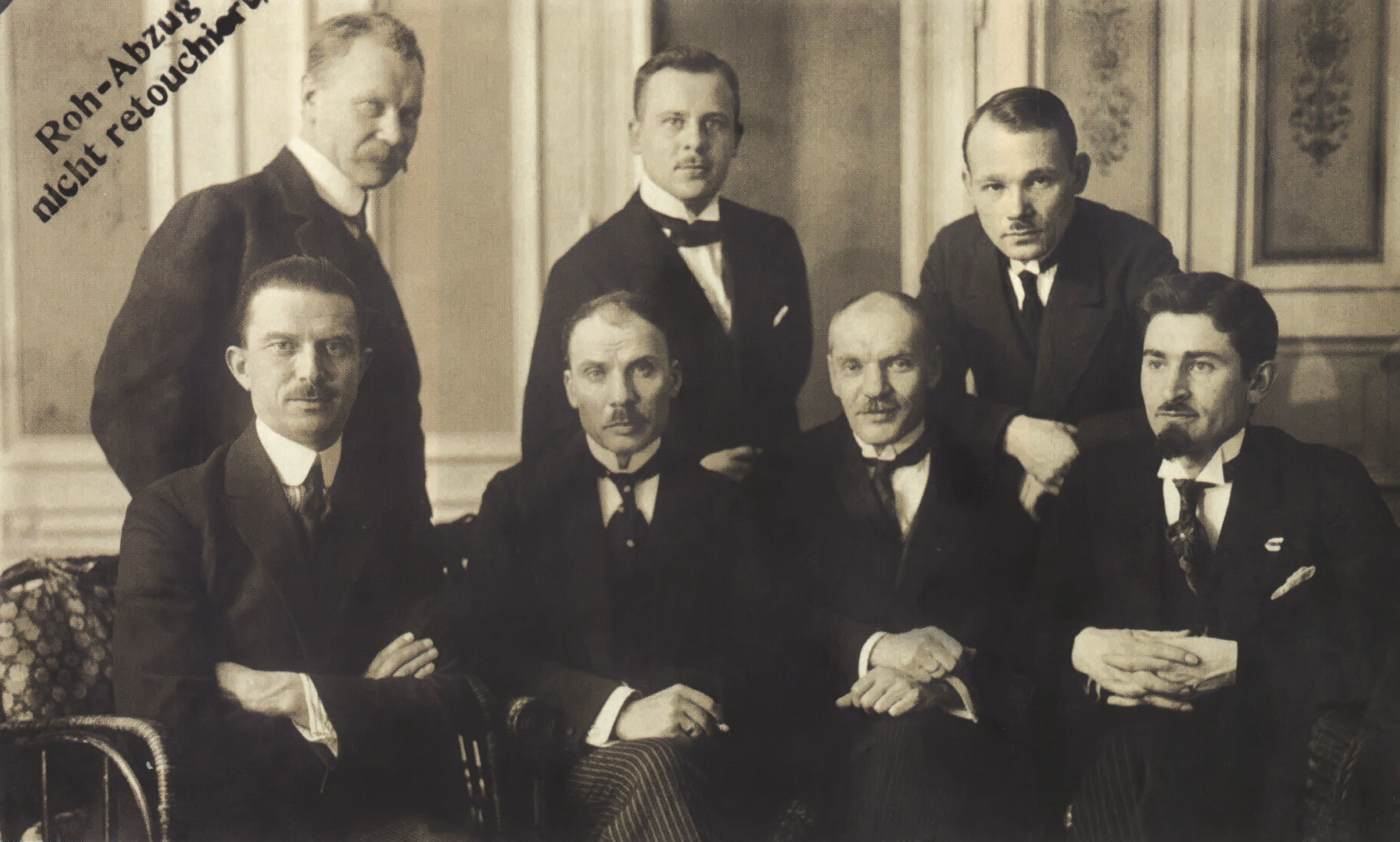
Керівники білоруських представництв i місій у європейських країнах. Сидять (зліва направо): Євген Ладнов, Василь Захарка, Микола Вершинін, Лявон Заяц; стоять: Леон Вітан-Дубейковський, Янка Чарапук, Юхим Белевич. Жовтень 1919 р. (БДАМЛіМ).

Народився 27 лютого 1888 року в Мінську. Навчався в Мінській гімназії, з якої за участь в учнівських заворушеннях у 1907 виключений і заарештований. Скоро звільнений. Закінчив гімназію екстерном. Вступив на юридичний факультет Петербурзького університету (закінчив у 1912). Був призваний до армії. Під час Першої світової війни на фронті — прапорщик, штабс-капітан.
Від військовослужбовців-білорусів обраний делегатом на Перший Всебелоруський з'їзд, член її президії. До липня 1918 займав пост міністра юстиції і фінансів в Народному секретаріаті — першому уряді БНР. Як незгодний з його політикою, вийшов у відставку. Після дипломатичний представник уряду БНР у Києві, Одесі, Берліні.
У 1919 заарештований польською владою, але зміг втекти з-під варти. У 1918-1919 член Білоруської партії соціалістів-федералістів, у 1920 член Білоруської партії соціалістів-революціонерів, з якої у серпні 1920 вийшов через відмову лідерів підписати Декларацію про проголошення незалежності БРСР від 31 липня 1920. У 1920- 1922 служив в Гомелі в залізничних частинах Червоної армії. 1 жовтня 1920 заарештований особливим відділом Західного фронту за підозрою в контрреволюційній діяльності; звільнений через 6 місяців. У червні 1924 брав участь у ліквідаційному з'їзді БПС-Р. Перейшов на фінансову роботу — в 1925–1930 уповноважений Наркомфіну БРСР, з 1931 в Білшвейвідділенні Вищої ради народного господарства.
Заарештований 19 березня 1932. Згідно з постановою колегії ОГПУ СРСР засуджений до 5 років виправно-трудових робіт. Етапований до Свірського концтабору НКВС Ленінградської області. В ув'язненні 27 грудня 1936 узятий під варту. 8 лютого 1937 Ленінградським обласним судом засуджений до 5 років ув'язнення і 5 років позбавлення прав. Загинув у Магаданському концтаборі.
За першим вироком реабілітований президією Мінського обласного суду 16 листопада 1963, за другим — прокуратурою Російської Федерації 16 грудня 1992.